# Trentepohlia (Mongoma) quadrimaculata
Trentepohlia (Mongoma) quadrimaculata is een tweevleugelige uit de familie steltmuggen (Limoniidae). De soort komt voor in het Oriëntaals gebied.